# Atyria volumnia
Atyria volumnia är en fjärilsart som beskrevs av Druce 1899. Atyria volumnia ingår i släktet Atyria och familjen mätare. Inga underarter finns listade i Catalogue of Life.